# Leclerc Briant

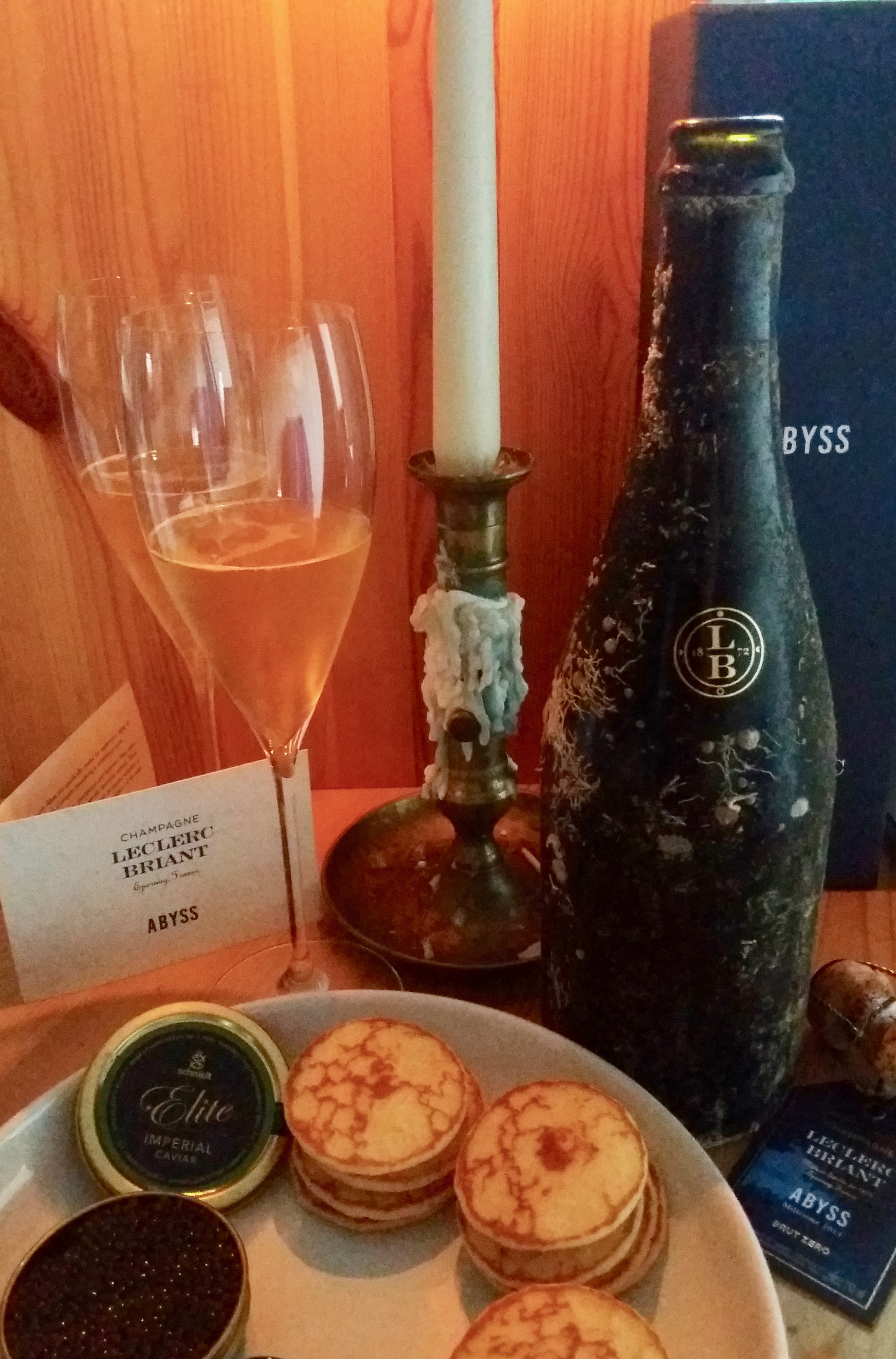
Leclerc Briant Abyss

Leclerc Briant is een champagnehuis dat sinds 1872 in Épernay is gevestigd. Het huis beheerde tot voor kort dertig hectare wijngaard tussen de Montagne de Reims en de valei van de Marne op bio-dynamische wijze. Dat houdt in dat de maanstand en astrologie een rol spelen bij het planten, bemesten, snoeien en oogsten. Die wijngaarden liggen in de gemeenten Cumières, Damery, Dizy, Epernay, Hautvillers en Verneuil. Doordat er geen insecticiden worden gebruikt, is het leven van de micro-organismen in de bodem niet verstoord. De grond is kruimelig en niet samengeperst. Elders in de Champagne is de bodem vaak grijzig-bruin. In de wijnindustrie met zijn grote oppervlakken aan monoculturen wordt veel herbicide gebruikt.
Na de onverwachte dood van directeur-eigenaar Pascal Leclerc-Briant in 2010 moest de familie, die om de erfenis twistte, in 2011 wijngaarden in vooral Verneuil maar ook in Cumières verkopen. De belangrijkste wijngaard; "les Chevres Pierreuses" bleef behouden voor het huis Leclerc Briant. Het huis hoefde als "négociant manipulant" geen druiven in te kopen. Nu de helft van de wijngaarden is verkocht moet dat wel waardoor het moeilijk is om de status van bio-dynamisch producent te handhaven. De helft van de wijnstokken is oud, met een gemiddelde leeftijd van 30 jaar. Het huis oogst vroeg. De aanvang van de oogst is, mogelijk omdat het klimaat veranderde, in de afgelopen veertig jaar verschoven van de 25e naar de 15e september.
Alle champagnes rijpen gedurende ten minste drie jaren op gist in de 30 meter diepe en daarom zeer koele kelders. De remuage geschiedt met de hand. Het huis gebruikt alleen de cuvée, de eerste persing. De taille wordt verkocht of geruild.

## Status van het champagnehuis

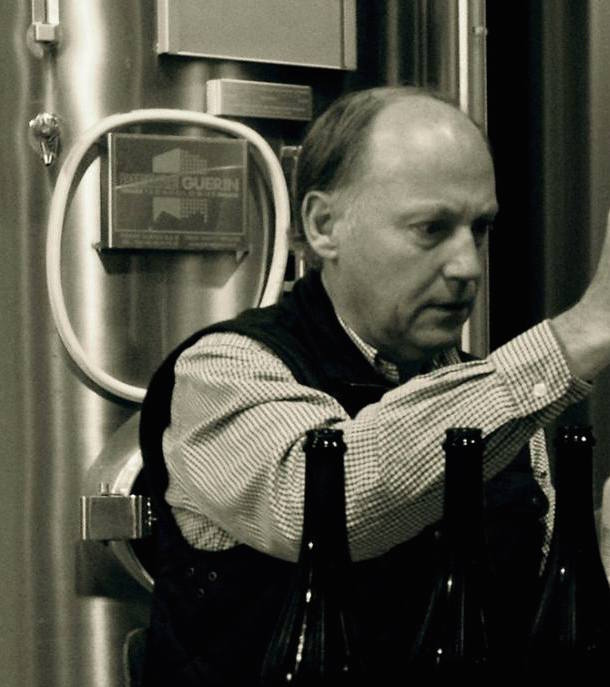
Hervé Jestin

De status van het huis was onduidelijk. Een négociant manipulant, en zo stond Champagne Leclerc Briant geregistreerd, mag de druiven inkopen en daarvan champagne produceren. De firma Leclerc Briant kocht geen druiven maar produceerde alles zelf. Dat maakte het feitelijk tot een récoltant-manipulant, een wijnboer die van de eigen druiven champagnes maakt. 
Het bedrijf mag als récoltant-manipulant maximaal 5% van zijn druiven inkopen van andere producenten. Champagne Leclerc Briant zal zich daar niet of moeilijk aan kunnen houden nu zoveel hectare wijngaard werd verkocht.
Het sydicaat van champagnehuizen, de Union des Maisons de Champagne stelt aan een "huis" hoge eisen waaraan kleine bedrijven als een négociant manipulant niet kunnen voldoen. 
In 2008 werden de eerste flessen van Leclerc Briant gecertificerd als "produit d'agriculture biologique". Het streven was om in 2011 negentig procent van de druiven biologisch-dynamisch te telen. De door Ecocert (organische wijnboer) en Demeter (biodynamische wijnboer) gecertificeerde status als "biologisch bedrijf" respectievelijk "bedrijf in de overgang naar volledig bio-dynamische productie (biodynamie)" is in gevaar wanneer er druiven moeten worden ingekocht.

## Milieuvriendelijke wijn
Al in 1947 ging men over op organische bemesting. In 1962 werd in het huis Champagne Leclerc Briant voor het eerst volledig biologisch gewerkt en in 1990 ging men een stap verder, toen werd de eerste wijngaard biodynamisch verbouwd. Leclerc Briant werkt sinds 2003 als een gecertificeerd biologisch (AB beeldmerk) merk en in 2008 werd de overstap afgerond naar biodynamie. Toen voldeed de wijn aan de eisen van Demeter.  Leclerc Briant produceert slechts 70.000 flessen per jaar.
Justin Herve was als keldermeester een belangrijke pion in dit proces. Hij ligt ook aan de oorsprong van twee champagnes. 

## Champagnes
- De Cuvee de Reserve Brut is een droge non-millésimé of "brut sans année". Deze assemblage van 70% pinot noir en 30% chardonnay is met 50% van de verkopen de meest verkochte champagne en het visitekaartje van het huis. De champagne mag twee jaar op gist rijpen.
- De les Chevres Pierreuses is een mono-cru, een premier cru champagne uit Cumières van 40% pinot noir, 40% chardonnay en 20% pinot meunier uit één enkele wijngaard in de gemeente Cumières.
- De Cuvee Rubis de Noirs 2004 is een millésimé blanc de noirs, een witte wijn van blauwe, de Fransen zeggen "zwarte" druiven. Voor deze wijn werd uitsluitend in 2004 geplukte pinot noir gebruikt.
- De Cuvée La Croisette is een blanc de blancs van chardonnaydruiven uit Épernay
- De Cuvée Les Crayères van wijn uit de gelijknamige wijngaard in de premier cru-gemeente Cumières
- De Cuvée Le Clos des Champions die omdat deze wijngaard werd verkocht aan Krug niet maar wordt gemaakt.
- De cuvée La Croisette, die in de plaats van de Cuvée Les Crayères kwam. De Cuvée La Croisette is een blanc de blancs van druiven van een enkele wijngaard uit de omgeving van Épernay.
- De Cuvée Extra Blanc de Noirs is een blanc de noirs.
- De Cuvée La Ravinne is een mono-cru uit de wijngaard van die naam in de gemeente Verneuil.
- De Cuvee Riche Demi-Sec is een zoete champagne.
- De Cuvée Divine is de Cuvée de Prestige van het huis. Deze champagne heeft vijf jaar op gist gerijpt.
- Abyss Brut Zero NV: Deze Champagne heeft het huis gedurende een jaar 60 meter diep op de oceaanbodem bij Bretagne laten rijpen.[4]
- Le Clos des Trois Millésime 2017 Brut Zero (Villers-Allerand 1er Cru): 100% Chardonnay, op vat gerijpt voor 9 maanden, zéro dosage.[5]
- Les Monts Ferrés 2018 (Vertus 1er Cru): 100% Chardonnay, op vat gerijpt voor 9 maanden, zéro dosage.[5]